# Маленькое (Алтайский край)
Маленькое — упразднённое село в Немецком национальном районе Алтайского края. Точная дата ликвидации не установлена, население переселено в село Дегтярка.

## География
Село располагалось в 3,5 км к северо-востоку от села Дегтярка.

## История
Основано в 1907 году, немцами переселенцами из Поволжья. До 1917 года католическое село Ново-Романовской волости Барнаульского уезда Томской губернии. С 1920 по 1958 г. центр Маленьковского сельсовета (в 1958 г. переименован в Дегтярский). В 1931 г. организован колхоз «Красный Пахарь», затем отделение колхоза "Москва". Жители переселены на центральную усадьбу в село Дегтярка.

## Население[1]
| год     | 1911 | 1926 |
| ------- | ---- | ---- |
| человек | 144  | 238  |